# Insane (Texas)
Insane is een nummer van de Schotse band Texas uit 1998. Het is de vijfde en laatste single van hun vierde studioalbum White on Blonde.
Het nummer werd uitgebracht als dubbele A-kant met Say What You Want (All Day, Every Day), en bereikte de 4e positie in het Verenigd Koninkrijk en de 25e in Ierland. De Nederlandse Top 40 wist het nummer niet te bereiken, wel bereikte het de 6e positie in de Nederlandse Single Top 100.
In 2007 verscheen het nummer op een album met studio-opnames: The BBC Sessions.